# Scaphiophryne marmorata
Scaphiophryne marmorata är en groddjursart som beskrevs av George Albert Boulenger 1882. Scaphiophryne marmorata ingår i släktet Scaphiophryne och familjen Microhylidae. IUCN kategoriserar arten globalt som sårbar. Inga underarter finns listade i Catalogue of Life.